# Dmitri Stelletsky
Dmitri Semionovitch Stelletsky (en russe Дмитрий Семенович Стеллецкий, né à Brest-Litovsk le 1er janvier 1875, mort à Sainte-Geneviève-des-Bois le  12 février 1947) est un sculpteur, décorateur de théâtre, illustrateur, architecte, et peintre iconographe.

## Biographie

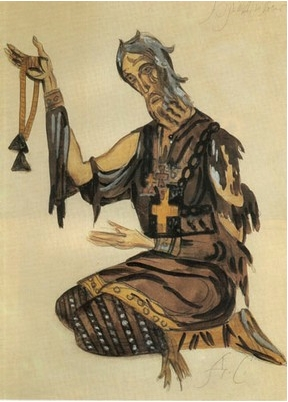
Croquis pour un costume de l'opéra Boris Godounov (1908)

Dmitri Semionovitch Stelletsky est né dans une famille noble de militaires, de prêtres et de grands lettrés, issue de Cosaques d'Ukraine, et rien, apparemment, ne le prédisposait à la vocation artistique. Son père avait acheté une propriété et des terres à Chostakovo (Gouvernement de Grodno), à dix-huit verstes au Sud du massif forestier de Belovejsk (Беловежская пуща).
Vivant en France depuis juillet 1914, respectivement à Paris (de 1914 à 1918), à Cannes (de 1918 à 1927), à La Napoule (de 1927 à l'hiver 1943-1944), à Allevard-les-Bains, à Paris puis à Sainte-Geneviève-des-Bois à la Maison Russe (de l'hiver 1943-1944 à sa mort), il se trouvait donc en France juste avant les déclarations de guerre en Russie et en France, et n'a jamais pu retourner dans sa patrie : il fut donc émigré malgré lui. En 1929, il acquiert à La Napoule, sur les premières pentes de l'Esterel, un petit terrain de 460 m2 sur lequel il bâtira lui-même une maisonnette-atelier, qu'il nommera simplement Le Toit. Entièrement peinte à l'intérieur de fresques inspirés par les bylines russes, malheureusement détruites soit pendant la guerre, soit après, des photographies-cartes postales nous montrent le Maître de La Napoule assis sur un petit divan, parmi ses œuvres.
Dmitri Stelletsky est enterré au cimetière russe de Sainte-Geneviève-des-Bois.